# 円分指標
数論において、円分指標（cyclotomic character）とは、1の冪根の群に対するガロア群の作用を与える指標です。これは、環R上の一次元の表現であり、その表現空間は一般的にR(1)と表記されます（つまり、表現χ : G → AutR(R(1)) ≈ GL(1, R)です）。

## p進円分指標
pを固定した素数とし、GQを有理数の絶対ガロア群とします。 
{\displaystyle \mu _{p^{n}}=\left\{\zeta \in {\bar {\mathbf {Q} }}^{\times }\mid \zeta ^{p^{n}}=1\right\}}は、任意の原始pn乗根ζpnによって生成されるp^n次の巡回群を形成します。
{\displaystyle \mu _{p^{n}}}内のすべての原始根はガロア共役であるため、ガロア群{\displaystyle G_{\mathbf {Q} }}は{\displaystyle \mu _{p^{n}}}に対して自己同型として作用します。{\displaystyle \zeta _{p^{n}}}の原始根を1つ固定し、それが{\displaystyle \mu _{p^{n}}}を生成すると、{\displaystyle \mu _{p^{n}}}の任意の要素は、{\displaystyle \zeta _{p^{n}}}のべきとして書くことができ、その指数は{\displaystyle (\mathbf {Z} /p^{n}\mathbf {Z} )^{\times }}の一意の要素です。このことから次のように書けます。
{\displaystyle \sigma .\zeta :=\sigma (\zeta )=\zeta _{p^{n}}^{a(\sigma ,n)}}
ここで{\displaystyle a(\sigma ,n)\in (\mathbf {Z} /p^{n}\mathbf {Z} )^{\times }}は{\displaystyle \sigma }と{\displaystyle p}の両方に依存する一意の要素です。これにより、mod pn円分指標と呼ばれる群準同型が定義されます：
{\displaystyle {\begin{aligned}{\chi _{p^{n}}}:G_{\mathbf {Q} }&\to (\mathbf {Z} /p^{n}\mathbf {Z} )^{\times }\\\sigma &\mapsto a(\sigma ,n),\end{aligned}}}
これは、準同型{\displaystyle G_{\mathbf {Q} }\to \mathrm {Aut} (\mu _{p^{n}})\cong (\mathbf {Z} /p^{n}\mathbf {Z} )^{\times }\cong \mathrm {GL} _{1}(\mathbf {Z} /p^{n}\mathbf {Z} )}に対応するため、指標と見なされます。
{\displaystyle p}と{\displaystyle \sigma }を固定し、{\displaystyle n}を変化させると、{\displaystyle a(\sigma ,n)}はすべてのp進冪根の作用を符号化する形で逆極限におけるコンパチブルなシステムを形成します。
{\displaystyle \varprojlim _{n}(\mathbf {Z} /p^{n}\mathbf {Z} )^{\times }\cong \mathbf {Z} _{p}^{\times },}
これはp進整数環の単元です。このようにして、{\displaystyle {\chi _{p^{n}}}}はp進円分指標と呼ばれる群準同型を構成します：
{\displaystyle {\begin{aligned}\chi _{p}:G_{\mathbf {Q} }&\to \mathbf {Z} _{p}^{\times }\cong \mathrm {GL_{1}} (\mathbf {Z} _{p})\\\sigma &\mapsto (a(\sigma ,n))_{n}\end{aligned}}}
これは{\displaystyle G_{\mathbf {Q} }}のすべてのp乗根{\displaystyle \mu _{p^{n}}}に同時に作用することを符号化しています。実際には、{\displaystyle G_{\mathbf {Q} }}にKrull位相を、{\displaystyle \mathbf {Z} _{p}}にp進位相を装備することにより、これは位相群の連続表現となります。

## ℓ進表現の整合系として
すべての素数ℓを変化させることで、ℓ進円分指標からℓ進表現の互換システムを得ます（表現の整合系を考慮する際、標準的な用語では記号ℓを用いて素数を表します）。すなわち、χ = { χℓ }ℓは次のようなℓ進表現の「族」です。
{\displaystyle \chi _{\ell }:G_{\mathbf {Q} }\rightarrow \operatorname {GL} _{1}(\mathbf {Z} _{\ell })}
これは異なる素数間の一定の互換性を満たします。実際、χℓは厳整合的ℓ進表現システムを形成します。

## 幾何学的実現
p進円分指標は、p進テイト加群のGm,Qと見なすことができ、これはQ上の代数的トーラスとして表現できます。したがって、その表現空間はQにおけるpn乗根の群の逆極限と見なすことができます。
エタールコホモロジーの観点からは、p進円分指標はp進エタールコホモロジー群の双対であり、特に射影空間のコホモロジーに見出せます。
モチーフの観点からは、p進円分指標はテイトモチーフZ(1)のp進実現です。H2( P1 )の双対としてグロタンディークモチーフに含まれます。

## 性質
p進円分指標は、いくつかの優れた性質を持っています。
- すべての素数ℓ ≠ pにおいて不分岐（すなわち、ℓでの惰性部分群が自明に作用する）。
- Frobℓがℓ ≠ pのフロベニウス元である場合、χp(Frobℓ) = ℓ
- pにおいてクリスタリン表現です。